# Epiplatymetra angularia
Epiplatymetra angularia är en fjärilsart som beskrevs av Grossbeck 1908. Epiplatymetra angularia ingår i släktet Epiplatymetra och familjen mätare. Inga underarter finns listade i Catalogue of Life.